# Leptoschema praelontactum
Leptoschema praelontactum is een keversoort uit de familie kniptorren (Elateridae). De wetenschappelijke naam van de soort is voor het eerst geldig gepubliceerd in 1970 door Stibick.